# Tageblatt für den Kreis Steinfurt
Das Tageblatt für den Kreis Steinfurt ist eine eigenständige lokale Tageszeitung mit Sitz in Ochtrup. Sie erscheint in Kooperation mit anderen Lokalzeitungen, die in der Zeitungsgruppe Münsterland (ZGM) zusammengeschlossen sind und in Kooperation mit den Westfälischen Nachrichten.
Der Mantel, das heißt der überregionale Teil, wird von der Gemeinschaftsredaktion der ZGM in Münster erstellt. In Ochtrup entsteht der Lokalteil. Das Tageblatt hat eine verkaufte Auflage von 3002 Exemplaren, ein Minus von 29,9 Prozent seit 1998, und erscheint in Ochtrup. Der Lokalteil Wettringen wird seit Ostern 2007 von der Münsterländischen Volkszeitung in Rheine übernommen.
Das Tageblatt für den Kreis Steinfurt wird von der Tageblatt Steinfurt GmbH & Co.KG herausgegeben. Gedruckt wird das Tageblatt im Druckhaus Aschendorff in Münster.

## Geschichte
Der Ochtruper Anzeiger erschien erstmals im Jahre 1880. Der Name des Herausgebers ist nicht bekannt. Schon drei Jahre später übernahm Andreas Karaus die Druckerei an der Bahnhofstraße, in der der Ochtruper Anzeiger gedruckt wurde, und gab die Zeitung weiter heraus. Neben der Ochtruper Lokalpresse erschienen in der Druckerei auch noch Zeitungen für Emsdetten, Borghorst, Epe, Gronau, Neuenkirchen und Wettringen.
1908 kaufte Konrad Kirch aus Bergisch Gladbach die Druckerei und vereinigte die auswärtigen Lokalzeitungen zum Westfälischen Hausfreund. Die Druckerei mit zugehörigem Verlag erhielt den Namen Kirch Konrad GmbH.
Der Westfälische Hausfreund erschien nur drei Mal in der Woche und bestand aus vier Seiten. Gestiegene Ansprüche und Kosten, aber geringe vorhandene Mittel veranlassten nach dem Ersten Weltkrieg die Gründung der Zeitungsverlagsgesellschaft Nord-West Deutschland (ZENO).
Lokale Zeitungen in Westfalen fusionierten im Jahre 1922, um eine rentable Zeitungsgestaltung zu gewährleisten. Damit änderte sich auch wieder der Zeitungsname in Tageblatt für den Kreis Steinfurt. Die Zeitung erschien täglich und hatte einen größeren Umfang. Ende der 1990er Jahre zog das Tageblatt in die neuen Redaktionsräume an der Professor-Gärtner-Straße.
Seit dem 1. Januar 2017 erscheint das Tageblatt für den Kreis Steinfurt unter dem Titel Westfälische Nachrichten.

## Online / WN ePaper
Seit Oktober 2012 werden alle Zeitungstitel der Westfälischen Nachrichten inklusive der Ahlener Zeitung und des Tageblatts für den Kreis Steinfurt auch in digitaler Form als „WN ePaper“ angeboten. Die Nutzung erfolgt über einen herkömmlichen Browser sowie über die WN ePaper-App für iOS und Android.´Seit April 2016 bietet der Verlag seine Inhalte auch über die „WN News-App“ für iOS und Android an.

## Auflage
Das Tageblatt für den Kreis Steinfurt hat wie die meisten deutschen Tageszeitungen in den vergangenen Jahren an Auflage eingebüßt. Die verkaufte Auflage ist in den vergangenen 10 Jahren um durchschnittlich 2,9 % pro Jahr gesunken. Im vergangenen Jahr hat sie um 4,8 % abgenommen. Sie beträgt gegenwärtig 3002 Exemplare. Der Anteil der Abonnements an der verkauften Auflage liegt bei 79,5 Prozent.
| 1998 | 1999 | 2000 | 2001 | 2002 | 2003 | 2004 | 2005 | 2006 | 2007 | 2008 | 2009 | 2010 | 2011 | 2012 | 2013 | 2014 | 2015 | 2016 | 2017 | 2018 | 2019 | 2020 | 2021 | 2022 | 2023 | 2024 |
| ---- | ---- | ---- | ---- | ---- | ---- | ---- | ---- | ---- | ---- | ---- | ---- | ---- | ---- | ---- | ---- | ---- | ---- | ---- | ---- | ---- | ---- | ---- | ---- | ---- | ---- | ---- |
| 4281 | 4317 | 4286 | 4283 | 4241 | 4253 | 4234 | 4290 | 4158 | 4082 | 4028 | 3966 | 3999 | 3998 | 4065 | 4039 | 4032 | 3721 | 3673 | 3589 | 3560 | 3472 | 3499 | 3491 | 3355 | 3153 | 3002 |